# Robert Huber (Sportschütze)
Robert Waldemar Huber (* 30. März 1878 in Helsinki; † 25. November 1946 ebenda) war ein finnischer Sportschütze.

## Erfolge
Robert Huber nahm an den Olympischen Spielen 1912 in Stockholm und 1924 in Paris im Trap teil. 1912 schloss er den Mannschaftswettbewerb auf dem fünften Platz ab, während er in der Einzelkonkurrenz nicht über den 30. Platz hinauskam. Im Mannschaftswettbewerb 1924 belegte er mit der finnischen Mannschaft hinter den Vereinigten Staaten und Kanada den dritten Platz. Mit insgesamt 360 Punkten war die Mannschaft, die neben Huber noch aus Werner Ekman, Robert Tikkanen, Georg Nordblad, Magnus Wegelius und seinem Bruder Konrad Huber bestand, gleichauf mit den Kanadiern, unterlag diesen aber in einem abschließenden Stechen und gewann damit die Bronzemedaille. Huber war mit 92 Punkten der zweitbeste Schütze der Mannschaft. 1929 wurde er in Stockholm mit der Mannschaft Vizeweltmeister.